# Girolamo Santocono
Girolamo Santocono, dit Toni Santocono, né en 1950 en Sicile , est un écrivain italo-belge.

## Biographie
Né en Sicile, Girolamo Santocono arrive en Belgique, dans la province du Hainaut en 1953. Il ainsi passe toute sa jeunesse à Morlanwelz,.
C'est cette jeunesse, les joies et problèmes rencontrés lors de celle-ci qu'il racontera dans son roman autobiographique Rue des Italiens et qui en fera un des représentants de la "rital-littérature".

## Œuvres
- Rue des Italiens, roman, Cuesmes , Belgique, Éditions du Cerisier, 1986, 216 p.  (ISBN 978-2-87267-050-5) (BNF 35003118)[1]
- Dinddra, roman, Cuesmes , Belgique, Éditions du Cerisier, coll. « Faits et gestes », 1998, 230 p.  (ISBN 2-87267-031-9)
- Ca va d'aller...Y a pas d'avance, nouvelles, Cuesmes , Belgique, Éditions du Cerisier, coll. « Griottes », 2018, 256 p.  (ISBN 978-2-87267-213-4)